# International Motorsports Hall of Fame

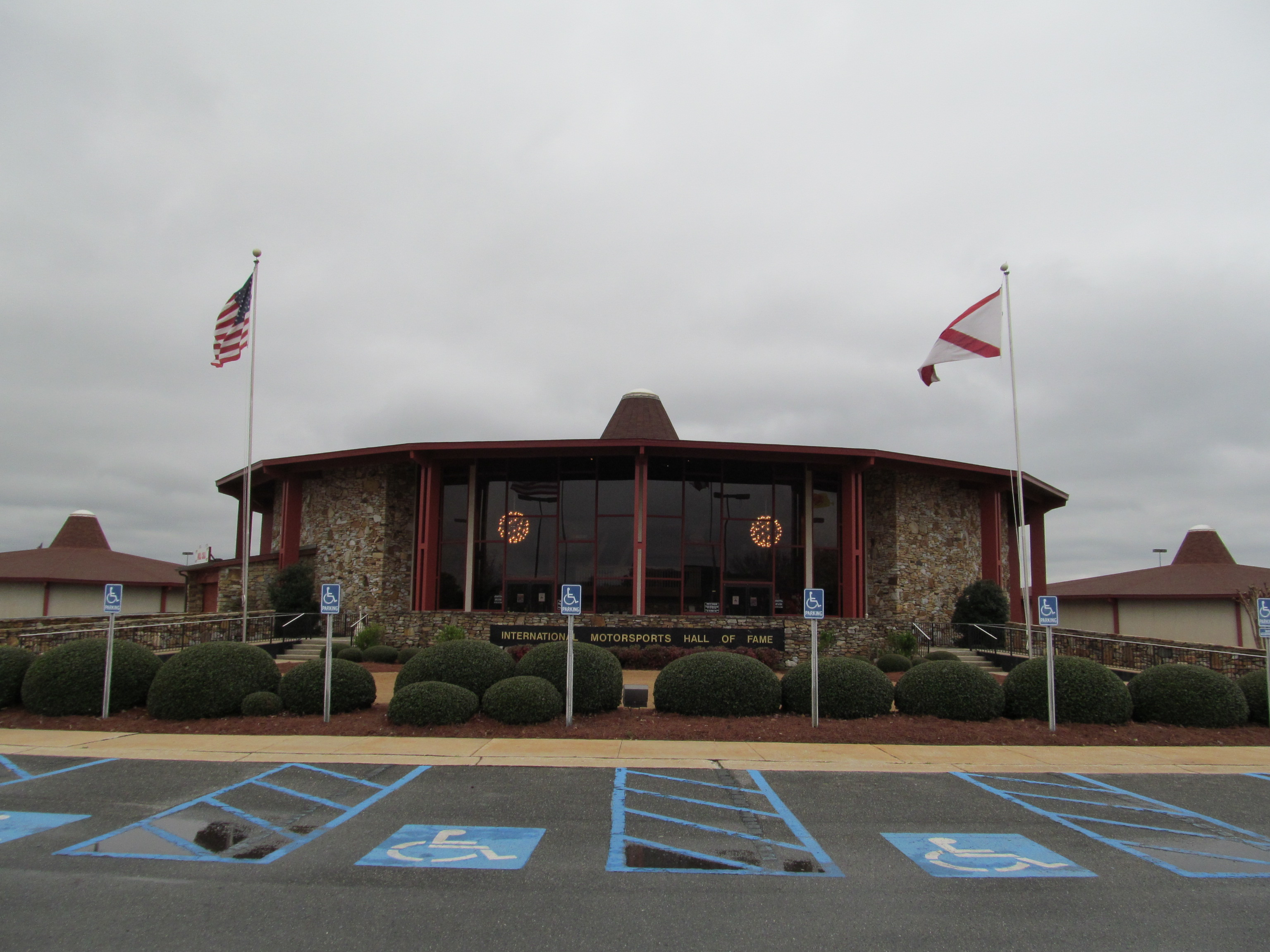
International Motorsports Hall of Fame i Lincoln i Alabama.

International Motorsports Hall of Fame är en Hall of Fame för att hedra personer som väsentligt bidragit till motorsporten antingen som förare, funktionär, designer, ingenjör, grundare eller ägare. Betoningen är trots namnet ofta på nordamerikanska förare. Många av dessa har inte kört utanför de nordamerikanska serierna.

## Invalda
| Namn                     | Invald | Aktiv                                   | Motorsport                                                      | Övrig karriär                                                                 |
| ------------------------ | ------ | --------------------------------------- | --------------------------------------------------------------- | ----------------------------------------------------------------------------- |
| Bobby Allison            | 1993   | 1959-1988                               | Nascar                                                          |                                                                               |
| Davey Allison            | 1998   | 1979-1993                               | Nascar                                                          |                                                                               |
| Mario Andretti           | 2000   | 1953-1994                               | formel 1, IndyCar                                               |                                                                               |
| Art Arfons               | 2008   | 1952-1971                               | hastighetsrekord på land, traktorpulling                        |                                                                               |
| Alberto Ascari           | 1992   | 1930-talet-1955                         | formel 1                                                        |                                                                               |
| Buck Baker               | 1990   | 1939-1976                               | Nascar                                                          |                                                                               |
| Buddy Baker              | 1997   | 1959-1992                               | Nascar                                                          |                                                                               |
| Tony Bettenhausen        | 1991   | 1940-talet-1961                         | Champ Car                                                       |                                                                               |
| Neil Bonnett             | 2001   | 1974-1990                               | Nascar                                                          |                                                                               |
| Jack Brabham             | 1990   | 1926-                                   | formel 1                                                        | Grundare av Brabham                                                           |
| Craig Breedlove          | 2000   | 1963-1965                               | hastighetsrekord på land                                        |                                                                               |
| Jimmy Bryan              | 2001   | 1952-1960                               | Champ Car                                                       |                                                                               |
| Ettore Bugatti           | 2002   | --                                      | Ingen                                                           | Grundare av Bugatti                                                           |
| Red Byron                | 2008   | 1932-1951                               | Nascar                                                          | SCCA-manager                                                                  |
| Malcolm Campbell         | 1990   | 1920-talet-1930-talet                   | Grand prix-racing                                               | Sättare av hastighetsrekord på land                                           |
| Rudolf Caracciola        | 1998   | 1922-1952                               | Grand prix-racing                                               |                                                                               |
| Colin Chapman            | 1994   | --                                      | Ingen                                                           | Grundare av Lotus                                                             |
| Louis Chevrolet          | 1992   | 1915-1920                               | Indianapolis 500                                                | Grundare av Chevrolet och Frontenac                                           |
| Jim Clark                | 1990   | 1958-1968                               | formel 1, Indianapolis 500                                      |                                                                               |
| Briggs Cunningham        | 2003   | 1930-1966                               | Diverse                                                         | Grundare av Cunningham Racing                                                 |
| Ralph DePalma            | 1991   | 1906-1925                               | Indianapolis 500                                                | Sättare av hastighetsrekord på land                                           |
| Junie Donlavey           | 2007   | --                                      | Nascar                                                          | Ägare av Donlavey Racing                                                      |
| Mark Donohue             | 1990   | 1959-1975                               | SCCA, Trans-Am, formel 1                                        |                                                                               |
| Dale Earnhardt           | 2006   | 1975-2001                               | Nascar                                                          |                                                                               |
| Ralph Earnhardt          | 1997   | 1956-1964                               | Nascar                                                          |                                                                               |
| Richie Evans             | 1996   | 1962-1985                               | Nascar                                                          |                                                                               |
| Juan Manuel Fangio       | 1990   | 1934-1958                               | formel 1                                                        |                                                                               |
| Charles "Red" Farmer     | 2004   | 1946-2007                               | Nascar                                                          | Invald innan han avslutat sin karriär                                         |
| Enzo Ferrari             | 1994   | 1919-1927                               | Coppa Acerbo                                                    | Grundare av Ferrari                                                           |
| Emerson Fittipaldi       | 2003   | 1966-1996                               | formel 1, Indianapolis 500                                      |                                                                               |
| Tim Flock                | 1991   | 1949-1956                               | Nascar                                                          |                                                                               |
| Henry Ford               | 1993   | 1902                                    |                                                                 | Grundare av Ford                                                              |
| A. J. Foyt               | 2003   | 1956-1985                               | Champ Car, Indianapolis 500, Le Mans 24-timmars                 |                                                                               |
| Ray Fox                  | 2003   | --                                      | Ingen                                                           | Teamchef, bil- och motorbyggare i Nascar                                      |
| Bill France Jr           | 2004   | 1960-talet-1970-talet                   | enduro, motocross                                               | President för Nascar                                                          |
| Bill France Sr           | 1990   | 1936-1946                               | stockcar                                                        | Grundare och president för Nascar                                             |
| Harry Gant               | 2006   | 1967-1996                               | Nascar                                                          |                                                                               |
| Don Garlits              | 1997   | 1950-talet-1992                         | dragracing                                                      | "Big Daddy", förste föraren att överskrida 200 mph, och 250 mph under tävling |
| Bob Glidden              | 2005   | 1960-talet-1997                         | dragracing                                                      | Tiofaldig NHRA Pro Stock-mästare                                              |
| Andy Granatelli          | 1992   | 1948                                    | Indianapolis 500                                                | VD för STP                                                                    |
| Peter H. Gregg           | 1992   | 1958-1980                               | Daytona 24-timmars                                              |                                                                               |
| Dan Gurney               | 1990   | 1958-1980                               | formel 1, Champ Car                                             | Grundare av AAR                                                               |
| Janet Guthrie            | 2006   | 1963-1980                               | Indianapolis 500, Daytona 500                                   |                                                                               |
| Mike Hailwood            | 2001   | 1957-1979                               | formel 1, roadracing                                            |                                                                               |
| Jim Hall                 | 1997   | 1950-talet-1996                         | formel 1, Indianapolis 500                                      |                                                                               |
| Chip Hanauer             | 2005   |                                         | hydroplanracing                                                 |                                                                               |
| Donald Healey            | 1996   | 1920-talet-1930-talet                   | rally                                                           | Grundare av Donald Healey Motor Company                                       |
| Ray Hendrick             | 2007   | 1956-1970-talet                         | Modifierad stockcar                                             |                                                                               |
| Graham Hill              | 1990   | 1958-1975                               | formel 1, Indianapolis 500, Le Mans 24-timmars                  |                                                                               |
| Phil Hill                | 1991   | 1949-1967                               | formel 1, Le Mans 24-timmars                                    |                                                                               |
| Al Holbert               | 1993   | 1971-1988                               | Le Mans 24-timmars, Daytona 24-timmars                          |                                                                               |
| Tony Hulman              | 1990   | --                                      | Ingen                                                           | Ägare av Indianapolis Motor Speedway                                          |
| Denny Hulme              | 2002   | 1961-1974                               | formel 1                                                        |                                                                               |
| Harry Hyde               | 1999   | 1940-talet-1950-talet                   | Diverse                                                         | Teamchef i Nascar                                                             |
| Jack Ingram              | 2007   | 1960-talet-1991                         | Nascar Busch Series                                             |                                                                               |
| Bobby Isaac              | 1996   | 1956-1977                               | Nascar                                                          | Sättare av hastighetsrekord på land                                           |
| Jacky Ickx               | 1996   | 1965-1985                               | formel 1, Le Mans 24-timmars                                    |                                                                               |
| Ned Jarrett              | 1991   | 1952-1965                               | Nascar                                                          |                                                                               |
| Bill Jenkins             | 2008   | 1950-talet-1976                         | dragracing                                                      |                                                                               |
| Gordon Johncock          | 1990   | 1965-1992                               | Indianapolis 500, Champ Car                                     |                                                                               |
| Junior Johnson           | 1990   | 1955-1966                               | Nascar                                                          |                                                                               |
| Warren Johnson           | 2007   | 1971-                                   | NHRA                                                            | Femfaldig NHRA Pro Stock-mästare                                              |
| Parnelli Jones           | 1990   | 1950-talet-1974                         | Indianapolis 500                                                |                                                                               |
| Mel Kenyon               | 2003   | 1954-2005                               | Midget car racing                                               |                                                                               |
| Alan Kulwicki            | 2002   | 1973-1993                               | Nascar                                                          |                                                                               |
| Frank Kurtis             | 2008   | 1930-talet-1962                         | Midget racing, sportvagnar, sprint racing, Indycar och formel 1 | Chassi- och motorbyggare                                                      |
| Niki Lauda               | 1993   | 1960-talet-1979, 1982-1985              | formel 1                                                        |                                                                               |
| Fred Lorenzen            | 1991   | 1950-talet-1972                         | Nascar                                                          |                                                                               |
| Tiny Lund                | 1994   | 1940-talet-1975                         | Nascar                                                          |                                                                               |
| Nigel Mansell            | 2005   | 1976-1995, 1998                         | formel 1, Champ Car                                             |                                                                               |
| John Marcum              | 1994   | 1930- mitten 1940-talet                 |                                                                 | Nascar-funktionär, promotor för MARC, ARCA                                    |
| Banjo Matthews           | 1998   | 1952-1963                               | Nascar                                                          | Bilägare och bilbyggare i Nascar                                              |
| Rex Mays                 | 1993   | 1934-1949                               | Champ Car, Indianapolis 500                                     |                                                                               |
| Bruce McLaren            | 1991   | 1952-1970                               | formel 1, Le Mans 24-timmars, CanAm                             | Ingenjör och uppfinnare, grundare av McLaren                                  |
| Rick Mears               | 1997   | 1970-talet-1992                         | Champ Car, Indianapolis 500                                     | Fyrfaldig Indianapolis 500-mästare                                            |
| Louis Meyer              | 1992   | 1920-talet-1939                         | Champ Car, Indianapolis 500                                     |                                                                               |
| Ralph Moody              | 1994   | 1935-1957                               | Nascar                                                          | Grundare av Holman Moody                                                      |
| Stirling Moss            | 1990   | 1948-1962                               | formel 1, Mille Miglia                                          |                                                                               |
| Shirley Muldowney        | 2004   | 1970-talet-1984, slutet 1980-talet-2003 | dragracing                                                      | Första kvinnan som tävlade i NHRA, trefaldig Top Fuel-mästare                 |
| Bill Muncey              | 2004   | 1950-talet - 1981                       | hydroplanracing                                                 |                                                                               |
| Tazio Nuvolari           | 1998   | 1920-1940-talet                         | Grand prix-racing, Mille Miglia                                 |                                                                               |
| Fred Offenhauser         | 2001   | --                                      | Ingen                                                           | Ingenjör och motordesigner i Indianapolis 500                                 |
| Barney Oldfield          | 1990   | 1902-1918                               | Diverse                                                         | Sättare av hastighetsrekord på land, uppvisningsförare                        |
| Cotton Owens             | 2008   | 1950-talet-1964                         | Nascar                                                          |                                                                               |
| Wally Parks              | 1992   | --                                      | Ingen                                                           | En av grundarna av och chef för American National Hot Rod Association         |
| Benny Parsons            | 1994   | 1960-talet-1988                         | Nascar                                                          | Nascar-kommentator                                                            |
| David Pearson            | 1990   | 1960-1986                               | Nascar                                                          |                                                                               |
| Roger Penske             | 1998   | 1958-1965                               | formel 1, Nascar                                                | Grundare av Penske Racing och Penske Corporation                              |
| Lee Petty                | 1990   | 1949-1964                               | Nascar                                                          | Grundare av Petty Enterprises                                                 |
| Richard Petty            | 1997   | 1958-1992                               | Nascar                                                          | Chef för Petty Enterprises                                                    |
| Nelson Piquet            | 2000   | 1971-1991                               | formel 1                                                        |                                                                               |
| Ferdinand Porsche        | 1996   | --                                      | Ingen                                                           | Bildesigner och grundare av Porsche                                           |
| Alain Prost              | 1999   | 1969-1993                               | formel 1                                                        |                                                                               |
| Don Prudhomme            | 2000   | 1959-1994                               | dragracing                                                      | Fyrfaldig NHRA Funny Car-mästare                                              |
| Bobby Rahal              | 2004   | 1970-talet-1998                         | Champ Car, formel 1                                             | En av grundarna av Rahal Letterman Racing                                     |
| Wayne Rainey             | 2007   | 1982-1993                               | roadracing/AMA Superbike                                        |                                                                               |
| Tim Richmond             | 2002   | 1976-1989                               | Nascar                                                          |                                                                               |
| Eddie Rickenbacker       | 1992   | 1912-1916                               | Indianapolis 500                                                | Bildesigner, ägare av Indianapolis Motor Speedway                             |
| Glenn "Fireball" Roberts | 1990   | 1947-1964                               | Nascar                                                          |                                                                               |
| Kenny Roberts            | 1992   | 1974, 1978-1983                         | roadracing                                                      |                                                                               |
| Mauri Rose               | 1994   | 1941-1951                               | Indianapolis 500                                                |                                                                               |
| Jack Roush               | 2006   | --                                      | Ingen                                                           | Grundare av Roush Fenway Racing                                               |
| Johnny Rutherford        | 2006   | 1960-talet-1988                         | Indianapolis 500, Nascar                                        | 3-time Indianapolis 500 champion                                              |
| Wendell Scott            | 1999   | 1947-1973                               | Nascar                                                          |                                                                               |
| Ralph Seagraves          | 2008   | ?-1995                                  | Nascar, NHRA                                                    | Tog initiativ till R J Reynolds sponsring av motorsport                       |
| Ayrton Senna             | 2000   | 1973-1994                               | formel 1                                                        |                                                                               |
| Wilbur Shaw              | 1991   | 1920-talet-1941                         | Indianapolis 500                                                | President för Indianapolis Motor Speedway                                     |
| Carroll Shelby           | 1991   | 1950-talet-1941                         | Le Mans 24-timmars, formel 1                                    | Grundare av Carroll Shelby International                                      |
| Bruton Smith             | 2007   | --                                      | --                                                              | Grundare av Speedway Motorsports                                              |
| Louise Smith             | 1999   | 1949-1956                               | Nascar                                                          |                                                                               |
| Jackie Stewart           | 1990   | 1963-1973                               | formel 1                                                        |                                                                               |
| John Surtees             | 1996   | 1952-1972                               | formel 1, roadracing                                            |                                                                               |
| Herb Thomas              | 1994   | 1949-1962                               | Nascar                                                          |                                                                               |
| Mickey Thompson          | 1990   | 1949-1962                               | dragracing, offroad racing etc.                                 | Sättare av hastighets- och uthållighetsrekord                                 |
| Curtis Turner            | 1992   | 1946-1961, 1965-1967                    | Nascar                                                          |                                                                               |
| Al Unser                 | 1998   | 1957-1994                               | Indianapolis 500                                                |                                                                               |
| Bobby Unser              | 1990   | 1960-talet-1993                         | Indianapolis 500, Champ Car                                     |                                                                               |
| Bill Vukovich            | 1990   | 1945-1955                               | Indianapolis 500                                                |                                                                               |
| Darrell Waltrip          | 2005   | 1960-talet-2000                         | Nascar                                                          |                                                                               |
| Rodger Ward              | 1992   | 1950-1966                               | Indianapolis 500, Champ Car                                     |                                                                               |
| A. J. Watson             | 2003   | --                                      | Ingen                                                           | Bilbyggare och chefsmekaniker i Indianapolis 500                              |
| Joe Weatherly            | 1994   | 1946-1964                               | Nascar, AMA                                                     |                                                                               |
| Humpy Wheeler            | 2006   | --                                      | Ingen                                                           | President och General Manager för Lowe's Motor Speedway                       |
| Glen Wood                | 2002   | 1953-1964                               | Nascar                                                          | Grundare av Wood Brothers Racing                                              |
| Cale Yarborough          | 2002   | 1957-1988                               | Nascar, Indianapolis 500                                        |                                                                               |
| Smokey Yunick            | 1990   | 1930-talet                              | Stockcar                                                        | Mekaniker, bilbyggare och teamchef i Nascar                                   |